# Vltava v obrazech
Vltava v obrazech je část dokumentárního cyklu České Televize Hledání ztraceného času, která představuje nejdelší českou řeku Vltavu. Tato série dokumentů má 86 dílů a postupuje od pramene řeky až k jejímu soutoku s Labem v Mělníku. V cyklu jsou použity jak unikátní staré filmové záběry a fotografie, tak i záběry ze současnosti. Celou sérii moderoval Karel Čáslavský, který ji společně s Pavlem Vantuchem také vytvořil. Kompletní cyklus byl později vydán Centrem českého videa na 9 DVD v rámci Edice České televize.

## Seznam dílů
Celkem bylo natočeno 86 dílů:
1. Pramen Vltavy – Lenora – Soumarský most – plavba z Lenory do Pěkné
2. Mrtvý luh, soutok Studené a Teplé Vltavy – Želnava – plavení dřeva ve Schwarzenberském kanále
3. Nová Pec – Horní Planá – Černá v Pošumaví – Dolní Vltavice – Frymburk – Přední Výtoň – Lipno
4. Film "Lidé nad Čertovou stěnou" (1969) o stavbě lipenské přehrady
5. Stavba přehrady Lipno i ve filmových týdenících
6. Televizní snímky ze stavby lipenské přehrady – Sv. Prokop – Loučovice
7. Pod Lipnem – povodeň – vodácké závody nad přehradou
8. Film "V Čertových proudech" (1959) + vodácké šoty z filmových týdeníků 1961 a 1962
9. Vodácké závody v Čertových proudech 1966–1968
10. Mistrovství světa ve vodním slalomu 1957 – jez v Loučovicích, potrubí do Spirovy elektrárny, vodní dílo Lipno II.
11. Vyšší Brod – Bílý Mlýn – Herbertov – Rožmberk
12. Televizní film "Poslední ráz" (1966) o plavbě voru z Vyššího Brodu pod Rožmberk
13. Zátoň – Ziehensack – Větřní – jez Konopa – Nové Spolí
14. Vltava v Českém Krumlově – Rájov – Zlatá Koruna
15. "Poslední vor 1" – televizní dokument o plavbě voru, která se uskutečnila v roce 1971
16. "Poslední vor 2". Vyplutí voru z Vyššího Brodu, plavba do Rožmberka a Českého Krumlova
17. "Poslední vor 3". Po havárii pod Českým Krumlovem plavci vor provizorně opravili a pokusili se plout dál
18. Barevný amatérský film o plavbě "posledního voru" – film T. Hrabánka "Jedeme Vltavou"
19. Dívčí kámen – Boršov – Planá – Rožnov – České Budějovice
20. Slalomová dráha v Českém Vrbném – Bavorovice – jez v Hluboké nad Vltavou
21. Film "Život řeky" (1983) o zčásti zmizelé plavecké obci Purkarec a zatopených osadách Jaroslavice a Buzkov
22. Hluboká – Poněšice – Purkarec
23. Jaroslavice – Buzkov – Hněvkovice – Týn nad Vltavou
24. Film "Vodní dílo Hněvkovice – Kořensko (1990)
25. Plavba z Týna nad Vltavou – soutok z Lužnicí – vodní dílo Kořensko
26. Babice – Újezd – Hladná – Nový Mlýn
27. Bývalé osady, samoty a mlýny: Staněk, Břehák, Rejsíkov, Zelená, Růžička, Horní a Dolní Lipovsko, Horní Kotánek, Bouda, Trubáček, Drasák, Podolsko
28. Historie mostů v Podolsku – stavba nového betonového mostu a později rozebírání a stěhování historického řetězového mostu
29. Podolsko – Honsův mlýn a vorová propusť. Poslední závod ve vodním slalomu (1960) před napuštěním orlického jezera
30. Film "Vodní dílo Orlík", – o stavbě orlické přehrady
31. Slavné vodácké maratóny České Budějovice – Praha, ročníky 1950, 1951, 1957
32. Cesta od Podolska – osady Jílovec, Křenek a Saník, železniční most a zaniklé penzióny v Červené nad Vltavou
33. Amatérské filmy ze života v oblíbeném letovisku Červená nad Vltavou – osud Červenského kostelíku Ruffa ecclesia – Začátek Červenských proudů
34. Několik plaveb romantickými i obávanými Červenskými proudy, jak je natočili filmoví amatéři P. Reis, Vl. Kubík, K. Trázník a T. Šaur. Na konci proudů bylo tábořiště a hospoda U Lávičky
35. Plavba ke Zvíkovu – různé pohledy na hrad – soutok Vltavy s Otavou
36. Pohledy na Otavu, kterou rovněž zasáhlo vzdutí orlické nádrže. Vzpomínka na mlýny Hering, Cais, Tlučka, Smetiprach, Jistec a na Smrtovu plaveckou hospůdku pod Zvíkovem
37. Barevný dokumentární film "Plavali plavci" (1959, režie Zdeněk Kopáč) vypráví o vorařích na otavě a Vltavě, jejichž starobylé řemeslo zaniklo současně s napuštěním orlické přehrady
38. Otavský jez, přívoz a Smrtova plavecká hospoda pod Zvíkovem, plavba k mostu u Žďákova
39. Stavba žďákovského mostu
40. Demontáž podpůrných pilířů žďákovského mostu, bývalá osada Žďákov, plavba k Orlíku
41. Televizní snímky na téma "stavba orlické přehrady"
42. Zámek Orlík, přívoz, hájenka Vilemína, obce Velký Vír a Radava, samota Mlýnec
43. Obec Podskalí, mlýn a hájenka Korce
44. Obec Těchnice
45. Zbenické a Orlické Zlákovice, poslední obce nad přehradou
46. Historie deseti let – televizní film o stavbě orlické přehrady se záběry mlýna Kořensko, obce Červená nad Vltavou, hostince U Lavičky a dalších míst, která po napuštění přehrady zmizela
47. Vodácké maratóny z Českých Budějovic do Prahy z let 1949, 1958 a 1959.
48. Nový příběh staré řeky (1). Barevný dokumentární film Zdeňka Kopáče podrobně mapuje nejen stavbu orlické přehrady, ale podává také poslední svědectví o tom, jak řeka vypadala před stavbou
49. Nový příběh staré řeky (2). Stavba orlické přehrady, montáž turbín v elektrárně a napuštění jezera.
50. První ohlédnutí: Plavba na vorech z Hluboké do Štěchovic, Píseň jezů, Cílová plavba...
51. Druhé ohlédnutí: kromě zajímavých amatérských filmů obsahuje tento díl také Makovcův film Voraři (1940) s pohledy na vaziště vorů u Hluboké a plavbu do pražského Podskalí.
52. První kilometry Vltavy pod Orlickou přehradou – Solenice, Podkova, Šefrovna, osada v Struhách.
53. Vltava pod Orlickou přehradou – mlýn Voznice, Proudkovice, Břehy, stavba přehrady nad Kamýkem n. Vltavou.
54. Přehrada u Kamýka n. Vltavou, město Kamýk, obec Velká
55. Skalní město u Velké, Peroutkův mlýn, Vestec, Přívozec, Zrůbek, Bučilské proudy
56. Zvírotice, Županovice, Bukevnice, Cholín, Oboz, ostrov Sejce
57. Trampové na Sejcích, mlýn Borákov na Mastníku, Ústí... a také historický úvod filmu "Příběh staré řeky".
58. "Příběh staré řeky" (1954–1956) – film režiséra Jiřího Lehovce o stavbě slapské přehrady
59. "Kronika slapské přehrady" (1956) – jiný pohled na stavbu přehrady, který natočila režisérka Olga Růžičková
60. Seznámení s úsekem Vltavy, který po dokončení přehrady zčásti či zcela zmizel pod hladinou slapského jezera: Živohošť, Moráň, Královská, Žďáň, hotel Záhoří
61. Svatojánské proudy – podrobné seznámení se zaniklým úsekem Vltavy mezi Slapy a Štěchovicemi
62. Nejstarší filmy ze Svatojánských proudů (1912, 1918, 1927... a také neobvyklé pohledy na proudy v zimě)
63. "Ze soboty na neděli" – nádhera Svatojánských proudů z pohledu vodáků. Film v létě 1942, krátce před dokončením štěchovické přehrady, natočil znamenitý amatérský filmař Stanislav Olmer
64. Svatojánské proudy v hraných amatérských filmech "Ostrov Dynamit" a "Mokré opojení" (1936)
65. Svatojánské proudy v letech 1942–1944 zachycené kamerou hudebního skladatele, textaře, fotografa a vášnivého trampa Eduarda Ingriše
66. Poslední dny Svatojánských proudů ve filmu režiséra Petra Karáska a kameramana Ferdinanda Bučiny z léta 1942
67. Historie plánů na vybudování přehrady nad Štěchovicemi a její stavba v letech 1937–1942
68. Vodní dílo Štěchovice (elektrárna a plavební komora), obec Štěchovice (loděnice, silniční most, přístaviště parníků, restaurace U parolodi)
69. Katastrofální odchod ledu ve Štěchovicích a okolí v březnu 1940
70. Videofilm "Procházka Vltavou" (1999) – aneb co všechno je možné uvidět, když hladina řeky o pár metrů klesne...
71. Plavba ze Štěchovic – hostinec Mandát, osada Svatý Kilián, Ostrov u Davle, soutok se Sázavou
72. Davle (historie města, spolek Vltavan, davelský fotograf Josef Dvořák, most "U Remagenu")... a dále Adlerův hostinec Na Libřici, železniční most u Trnové, Boudníkův hostinec
73. Stavební stroje a další technické zařízení na stavbě vodního díla u Vraného nad Vltavou
74. Postup stavby vodního díla u Vraného nad Vltavou v letech 1931–1935
75. President E. Beneš na návštěvě zdymadla ve Vraném nad Vltavou. Obec, papírna, jeden z posledních přívozů na Vltavě.
76. Vrané nad Vltavou, Strnady, Jarov, kamenolom u Zbraslavi, zbraslavský zámek, plovárny, soutok Vltavy s Berounkou, modřanský jez
77. Velká a Malá Chuchle, most "Inteligence", branické ledárny, barrandovské Terasy, branický lom a vápenice, kostelík na Zlíchově, plovárny Mlýnek a Žluté lázně, podolská cementárna
78. Císařská louka, vorový přístav, Český yacht club, Vyšehrad, železniční most
79. Staré Podskalí, spolek Vltavan, Emauzy, vodácké závody u mostu Františka Palackého, bruslaři na Vltavě, ledování u Šítkovských mlýnů
80. Stavba Jiráskova mostu, přístaviště parníků, mlynářské družstvo, vodárenská věž a budova Mánesa, ruch na Slovanském ostrově, "Žofínská" plovárna, plavební komora a Šítkovský jez
81. Plavba komorou na Smíchově, řetězový most (most Legií), Střelecký ostrov, dolní plavební kanál, Čertovka, Sovovy a Odkolkovy mlýny, Novotného lávka
82. Staroměstský jez, Karlův most, Kampa, mlýny na Čertovce, Mánesův most, železná lávka
83. Vojenská a občanská plovárna, most Svatopluka Čecha, "Eliščin" visutý řetězový most, ostrov Štvanice, Hlávkův most, stavba plavebních komor, Helmovský jez
84. Negrelliho viadukt, Libeňský most, holešovický přístav, trojský most Barikádníků, Císařský ostrov, plavba ke zdymadlu v Podbabě, Sedlec, Roztoky u Prahy, plavební kanál a jez Klecany, Libčice
85. Plavební kanál v Dolánkách, Masarykův most v Kralupech nad Vltavou, Nelahozeves, zdymadlo Miřejovice, Staré Ouholice, Vepřek, Dušníky nad Vltavou, Mlčechvosty, zdymadlo a jez Vraňany
86. Plavba laterálním kanálem mezi Vraňany a Hořínem, stavba kanálu, provoz na zdymadle v Hoříně, pohledy na původní úsek řeky, soutok s Labem a Mělníkem